# Halle de Piney
La halle de Piney est une halle située à Piney, en France.

## Localisation
La halle est située sur la commune de Piney, dans le département français de l'Aube.

## Historique
La halle était le lieu des quatre foires annuelles, à la st-Sébastien, 20 janvier, à la sts-Jacques et Philippe, 1er mai, à la ste-Madeleine, 22 juillet et à la st-Remi le 1er octobre. Pour ces dates, les droits étaient doublés.
L'édifice est classé au titre des monuments historiques en 1972.